# Etheostoma obama
Etheostoma obama è un piccolo pesce d'acqua dolce appartenente alla famiglia Percidae.

## Distribuzione e habitat
Questa specie è diffusa in America del Nord, nelle acque del bacino idrografico del fiume Mississippi.

## Descrizione
Presenta un corpo allungato e compresso ai fianchi, con testa triangolare e occhi grandi. Come gli altri Etheostoma possiede due pinne dorsali, la prima è bassa e retta da raggi grossi, la seconda è alta, opposta e simmetrica alla pinna anale. Le pinne ventrali e pettorali sono ampie. La pinna caudale è a delta. La livrea presenta un colore di fondo bruno-arancio finemente marezzato di arancione e d'azzurro, il ventre è argenteo, la gola azzurra e la testa arancione. I fianchi e tutto il peduncolo caudale sono decorati da una linea di grandi chiazze tondeggianti turchesi. La prima pinna dorsale presenta due fasce azzurre e rosse alternate mentre la seconda dorsale è grigio trasparente con la radice azzurro turchese puntinata di rosso. La pinna caudale ha la radice e i due lati azzurri, il resto è trasparente puntinato di arancione. Le altre pinne sono azzurre puntinate di arancione.

## Sistematica ed etimologia
Dopo attenti studi iniziati sulle differenze delle livree maschili nel periodo riproduttivo, due ittiologi americani (Steve Layman e Rick Maydan) hanno riconosciuto come specie a sé stanti 5 sottospecie di Etheostoma stigmaeum, descrivendole nel Bulletin of the Alabama Museum of Natural History (2012) e battezzandole con i nomi di presidenti e vicepresidenti degli USA che si sono distinti per le loro politiche di conservazione delle specie animali:
- Etheostoma clinton
- Etheostoma gore
- Etheostoma jimmycarter
- Etheostoma obama
- Etheostoma teddyroosevelt